# Cornelis Catharinus Jacobus Welleman
Cornelis Catharinus Jacobus Welleman (Krabbendijke, 8 oktober 1900 - Appingedam, 11 oktober 1963) was een Nederlandse architect en burgemeester.

## Leven en werk

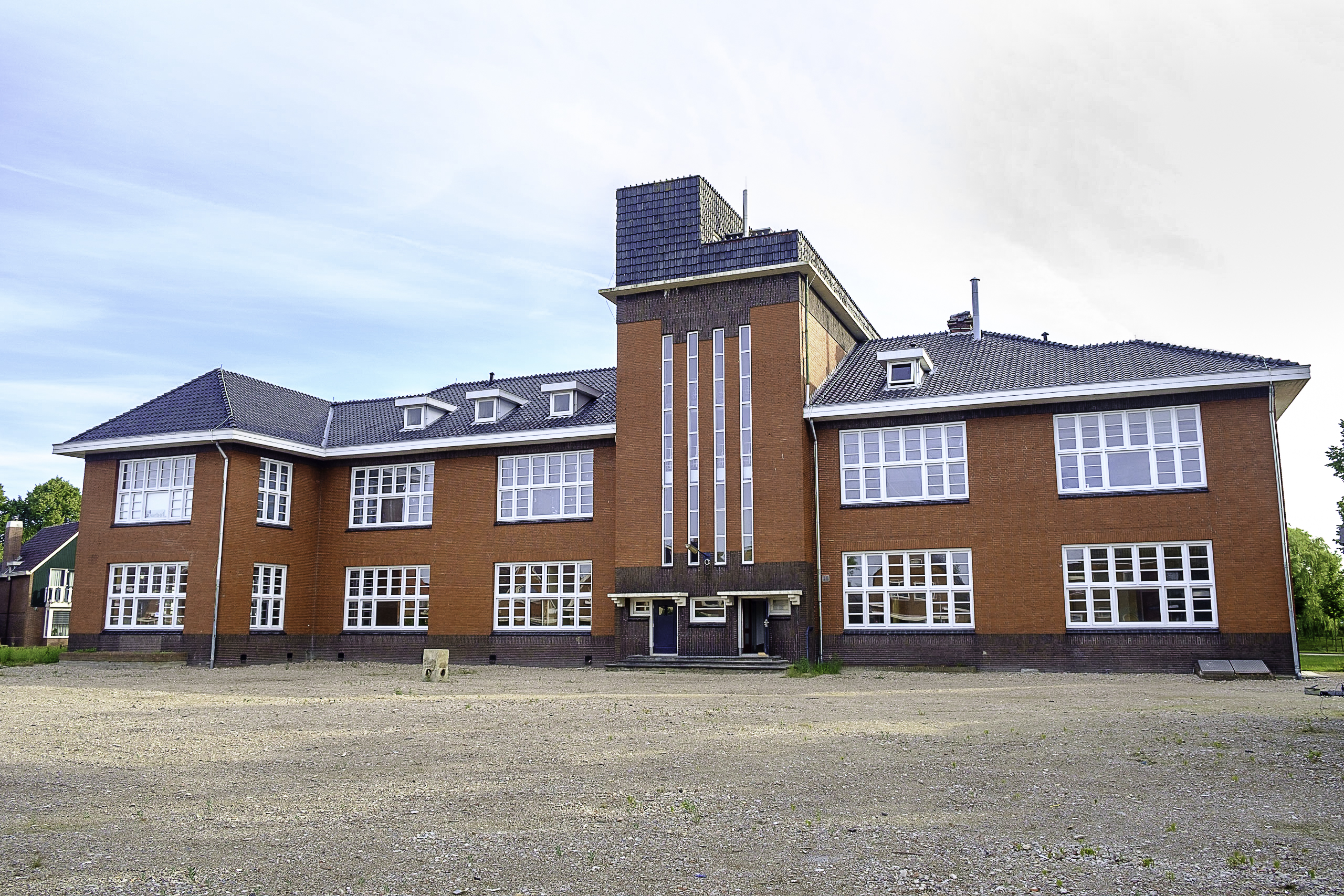
Zeevaartschool Abel Tasman, Delfzijl, ontworpen door Welleman in 1930.

Joop Welleman werd in 1900 in Krabbendijke geboren als zoon van Jan Welleman en Geertruida Cornelia Krijger. Hij was in de jaren twintig en dertig achtereenvolgens gemeenteopzichter en gemeentearchitect in Delfzijl. Hij was onder meer verantwoordelijk voor het gewijzigde uitbreidingsplan van Delfzijl buiten de stadsgracht. In de jaren dertig ontwierp hij zowel het gemeentehuis van Delfzijl als het gebouw voor de Zeevaartschool Abel Tasman. Dit laatste heeft nu een andere bestemming en is een rijksmonument. 
In 1942, tijdens de Duitse bezetting, werd de partijloze Welleman benoemd tot waarnemend burgemeester van Delfzijl, ter vervanging van de anti-Duitse burgemeester L.H. van Julsingha. Toen deze na de bevrijding van Delfzijl in zijn functie werd hersteld, moest Welleman wijken. Hij werd toen burgemeester van de aangrenzende gemeente Appingedam. Deze benoeming was omstreden, gezien zijn rol als burgemeester in oorlogstijd, maar het Militair Gezag had geen probleem met zijn aanstelling. Als burgemeester van Delfzijl had hij een groep gevangenen het leven gered door hun deportatie naar Duitsland te voorkomen. Hij vervulde het ambt in Appingedam tot zijn overlijden in 1963. Daarnaast was hij van 1950 tot 1963 lid van het algemeen bestuur van de ANWB. 
Welleman trouwde in 1925 te Delfzijl met de in 1901 in Farmsum geboren Teda Toxopeus, dochter van Hindrik Toxopeus, strandvoogd van Rottumeroog, en Mina Bekaan. Hij overleed in oktober 1963, enkele dagen na zijn 63e verjaardag, in zijn woonplaats Appingedam.
Welleman was ridder in de Orde van Oranje-Nassau. In Appingedam is het Burgemeester Welleman Sportpark naar hem genoemd.